# Krokigbytingsjön
Krokigbytingsjön är en sjö i Vilhelmina kommun i Lappland och ingår i Ångermanälvens huvudavrinningsområde. Sjön har en area på 0,108 kvadratkilometer och ligger 607,1 meter över havet. Krokigbytingsjön ligger i Marsfjället Natura 2000-område.

## Delavrinningsområde
Krokigbytingsjön ingår i det delavrinningsområde (721260-152062) som SMHI kallar för Utloppet av Krokigbytingsjön. Medelhöjden är 619 meter över havet och ytan är 0,7 kvadratkilometer. Det finns inga avrinningsområden uppströms utan avrinningsområdet är högsta punkten. Vattendraget som avvattnar avrinningsområdet har biflödesordning 4, vilket innebär att vattnet flödar genom totalt 4 vattendrag innan det når havet efter 378 kilometer. Avrinningsområdet består mestadels av skog (83 procent). Avrinningsområdet har 0,11 kvadratkilometer vattenytor vilket ger det en sjöprocent på 15,6 procent.